# Rolf Landauer
Rolf Landauer (Stoccarda, 4 febbraio 1927 – Briarcliff Manor, 27 aprile 1999) è stato un fisico tedesco naturalizzato statunitense, che lavorò nei laboratori di ricerca dell'IBM.
Nel 1961, presso l'IBM, dimostrò come l'informazione cancellata possa diventare entropia e la quantità di energia associata si trasformi in calore, ovvero che l'eliminazione di bit di informazione produca una quantità di calore che non possa essere diminuita oltre un determinato limite. Questo principio è alla base della computazione reversibile.
Ricevette nel 1995 l'Oliver E. Buckley Condensed Matter Prize dell'American Physical Society.

## Fonti
- Perry, R. T. (2004). The temple of quantum computing. p. 26 – 27. Accesso il 11 gennaio 2005 da https://web.archive.org/web/20060420142322/http://home.swiftdsl.com.au/~chillers/TOQCv1_0.pdf